# Il puma (romanzo)
Il puma (The Mountain Lion) è un romanzo di formazione della scrittrice statunitense Jean Stafford pubblicato per la prima volta nel 1947.
Protagonisti del romanzo sono due inseparabili fratellini, Molly di otto anni e Ralph di dieci anni all'inizio della narrazione, che abitano in un elegante sobborgo nei pressi di Los Angeles e sono ospitati in estate nel ranch di uno zio nel lontano Colorado.

## Storia editoriale

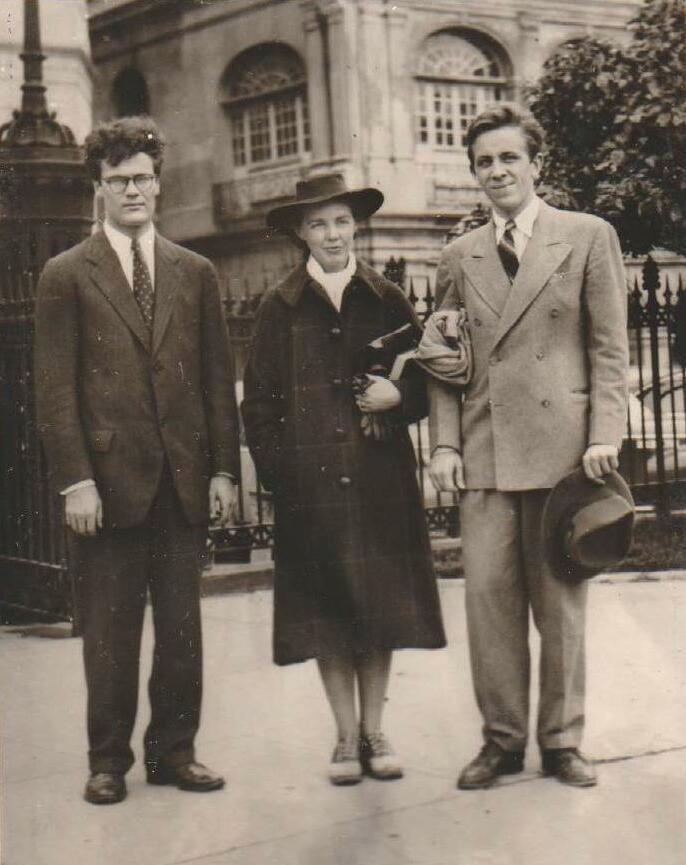
Jean Stafford fra il marito Robert Lowell (a sinistra) e lo scrittore Peter Taylor (a destra); fotografia scattata a New Orleans nel 1941 dal critico Robie Macauley

Il puma è il secondo romanzo di Jean Stafford, preceduto nel 1944 da Boston Adventure. L'autrice era nata nel 1915 a Covina, in California, era cresciuta nel Colorado dove la famiglia si era trasferita a causa degli insuccessi commerciali del padre, uno scrittore di western, si era laureata nel 1936 in letteratura inglese nell'università del Colorado, ed era stata borsista ad Heidelberg dal 1936 al 1937. Si era poi stabilita a New York, dove nel 1940 sposò il poeta Robert Lowell. Boston Adventure, il primo romanzo di Jean Stafford, ebbe un notevole successo di pubblico e di critica. L'anno 1944, tuttavia, coincise con due eventi dolorosi per l'autrice: il deterioramento del matrimonio con Lowell, che terminò con un divorzio nel 1946, e la morte di Dick Stafford, un fratello con cui Jean aveva un rapporto molto stretto, avvenuta in Francia durante la seconda guerra mondiale. 
La composizione del Puma iniziò nel 1945; il romanzo fu pubblicato nel 1947, ma al suo apparire non ebbe un successo paragonabile a quello di Boston Adventure. Jean Stafford fu una prolifica autrice di racconti e nel 1970 vinse il Premio Pulitzer per l'antologia di suoi racconti The Collected Stories of Jean Stafford; in seguito le sue opere caddero nell'oblio. Il puma venne edito nuovamente nel 2010. Nel 2019 fu pubblicato nella prestigiosa Library of America assieme agli altri due romanzi della Stafford. Quest'ultima iniziativa editoriale permise la riscoperta del Puma che da allora fu tradotto per la prima volta in tedesco, francese e italiano

## Trama
La famiglia Fawcett risiede a Covina, un signorile sobborgo di Los Angeles, in California. La famiglia è composta dalla madre Rose, vedova da molti anni, e da quattro figli (Leah, Rachel, Ralph e Molly). I due figli minori, Molly e Ralph, rispettivamente di otto anni e dieci anni all'inizio della narrazione, sono inseparabili, uniti tra di loro contro la routine della scuola e della vita quotidiana, contro l'affettazione della loro madre e delle sorelle maggiori. Un'estate Molly e Ralph sono ospitati dallo zio Claude nel proprio ranch nell'entroterra del Colorado. Qui i due bambini sono immersi in un ambiente incantevole e selvaggio, completamente differente da quello urbano in cui hanno abitato fino ad allora; ritorneranno regolarmente in estate nel ranch dello zio nei tre anni successivi. Le vacanze in Colorado minano tuttavia progressivamente l'attaccamento reciproco dei due fanciulli. Mentre Molly, che sogna di diventare una scrittrice, si aggrappa sempre più tenacemente al mondo dell'infanzia e al rapporto esclusivo con il fratello, Ralph si allontanerà dalla sorella per avvicinarsi allo zio Claude, scelto da Ralph come modello di comportamento virile. La tragedia finale si consumerà durante una battuta di caccia a un puma.

## Edizioni
- (EN) The Mountain Lion, New York, Harcourt, Brace and Company, 1947.
- (EN) The Mountain Lion, collana Coll. New York Review Books Classics, Postfazione di Kathryn Davis, New York, New York Review Books, 2010, ISBN 9781590173527.
- (EN) Kathryn Davis (a cura di), Complete Novels: Boston Adventure; The Mountain Lion; The Catherine Wheel, collana Coll. New York Review Books Classics, New York, Library of America, 2019, ISBN 978-1598536447.
- (DE) Die Berglöwin, traduzione di Adelheid e Jürgen Dormagen, Zürich, Dörlemann Verlag, 2020, ISBN 9783038200727.
- (FR) Le Puma, traduzione di Julien Nègre, Paris, Beau dommage, 2023, ISBN 978-2-9583603-1-3.
- Il puma, collana Coll. Fabula; 391, traduzione di Monica Pareschi, Milano, Adelphi, 2023, ISBN 978-88-459-3776-7.